# Max Reschke (Schauspieler)
Max Reschke (* 18. August 1995 in Erfurt) ist ein deutscher Schauspieler.

## Leben und Karriere
Reschke kam zur Schauspielerei über die Kinderfilm GmbH, welche an seiner Schule Darsteller gesucht hat. Seine erste Rolle war 2006 in der Fernsehserie Unsere Zehn Gebote. Im selben Jahr folgte eine Rolle in der Komödie Die Könige der Nutzholzgewinnung. Ab 2008 spielte er in der Rolle des Tim Seidler in der Fernsehserie Schloss Einstein mit. Im Jahr 2011 folgten Rollen in den Fernsehserien Wie erziehe ich meine Eltern? und Krimi.de.

## Filmografie
- 2006: Unsere Zehn Gebote (Fernsehserie, eine Folge)
- 2006: Die Könige der Nutzholzgewinnung
- 2008–2009, 2010, 2012: Schloss Einstein (Fernsehserie)
- 2011: Wie erziehe ich meine Eltern? (Fernsehserie)
- 2012: Krimi.de (Fernsehserie, Folge Falsche Liebe)